# Giovanni Masnata
Giovanni Masnata (Palermo, 27 marzo 1870 – Stradella, 4 febbraio 1945) è stato un medico e politico italiano.

## Biografia
Laureato in medicina e chirurgia nel 1894, è assistente interno alla clinica chirurgica di Palermo fino al 1900, anno in cui inizia la carriera universitaria con la libera docenza in medicina operatoria. Nel 1901 è direttore e chirurgo primario dell'ospedale civile di Stradella e incaricato di medicina operatoria all'università di Pavia. Fervente interventista, nel 1915 ha fondato la scuola infermiere volontarie dell'ospedale e il locale comitato di preparazione civile. Nel corso della prima guerra mondiale parte volontario e come maggiore medico presta il suo servizio al fronte nelle località di Caporetto, Sedula, Staro, Selo, etc. L'impegno umanitario profuso in guerra gli vale la nomina quale direttore a vita dell'ospedale di Stradella. Promosso tenente colonnello viene nominato capo della missione dei chirurghi italiani presso l'esercito belga ed assegnato all'ospedale chirurgico di Lapanne.
Dopo l'armistizio torna a Stradella, dove dirige gli ospedali militari della città fino al definitivo congedo (18 gennaio 1919). Inizia in quel periodo un forte impegno politico, avviato fin dal 1915 col sostegno alla campagna interventista e proseguito con più forza dopo la sconfitta di Caporetto. Per reazione alla campagna disfattista fonda un comitato di resistenza interna basato su un programma decisamente antibolscevico, che lo pone ai ferri corti con l'amministrazione socialista del comune. 
Il 23 marzo 1919 prende parte alla fondazione dei Fasci italiani di combattimento a Milano, dando piena adesione al movimento fascista. Fonda il fascio locale di Stradella e combatte una dura battaglia contro comunisti e socialisti con l'aiuto degli arditi di Pavia. La militanza fascista gli vale l'espulsione da tutti gli incarichi ospedalieri da parte della giunta socialista, nei quali potrà tornare solo nel 1923. Nel frattempo prende parte all'Impresa di Fiume e presta la sua opera di volontario medico dopo aver firmato il giuramento alla causa nelle mani di Gabriele D'Annunzio. Assieme ai suoi due figli, entrambi squadristi, partecipa alla marcia su Roma e dopo il ritorno agli incarichi ospedalieri diventa l'esponente di punta del fascismo della sua città, dove negli anni del regime è segretario politico e membro del direttorio federale. 
È stato socio aggregato dell'Accademia lombarda di medicina, membro della Società italiana di chirurgia, della Società medico-chirurgica di Pavia e della Società internazionale di chirurgia.